# Heteromorfizm
Heteromorfizm, różnopostaciowość – występowanie w obrębie jednego gatunku biologicznego osobników o dwu (dymorfizm) lub wielu (polimorfizm) odmiennych postaciach, swobodnie się krzyżujących, warunkowanych genetycznie, hormonalnie lub zmianami środowiska.